# Sankthelenalira

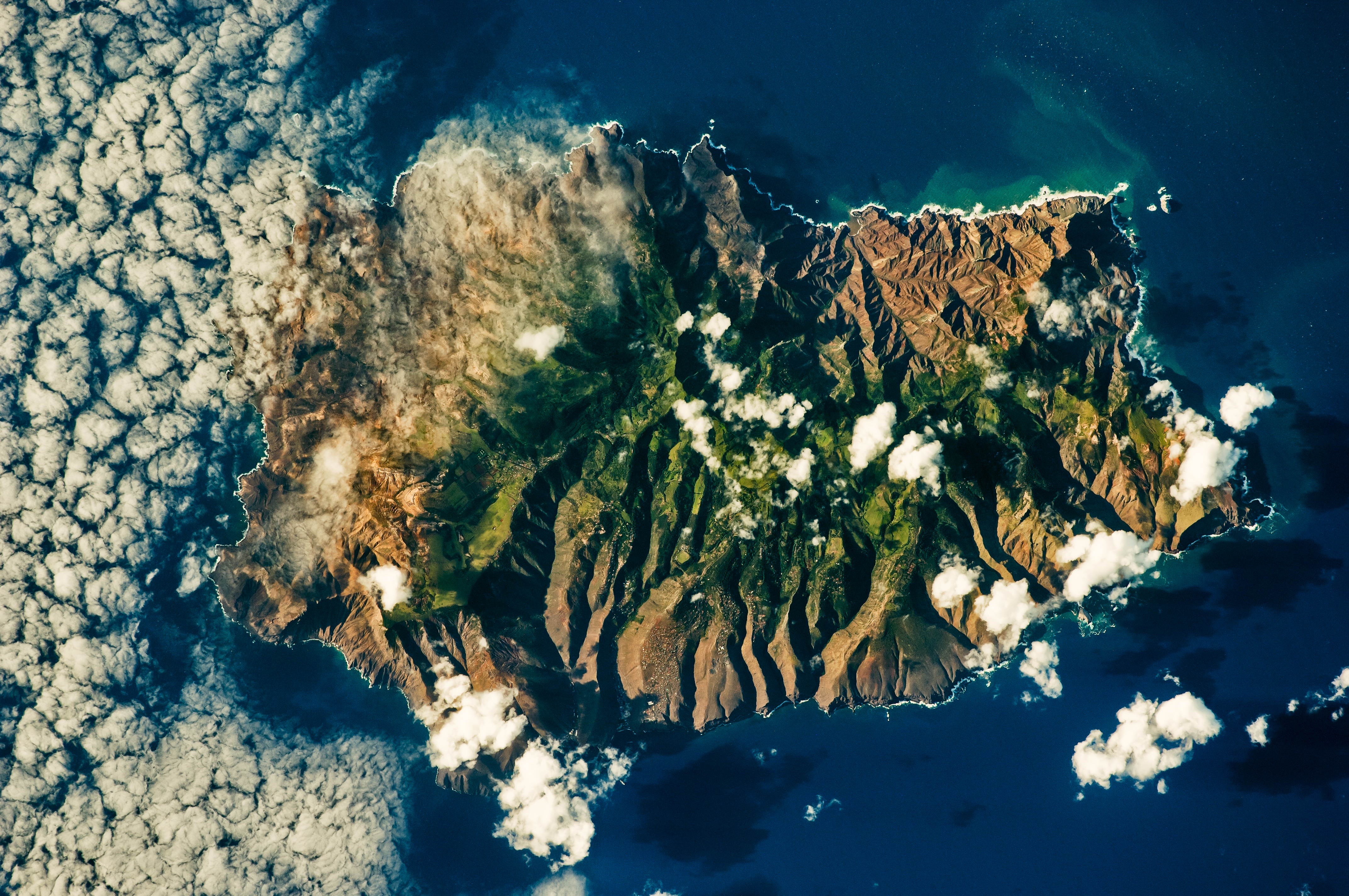
Flygbild över den isolerade ön Sankta Helena där benlämningar av arten hittats.

Sankthelenalira (Puffinus pacificoides) är en förhistorisk utdöd fågel i familjen liror inom ordningen stormfåglar. Den är endast känd från subfossila benlämningar funna på Sankt Helena i södra Atlanten. Den dog troligen ut mot slutet av den senaste istiden eller under tidig Holocen när klimatet blev varmare. Det vetenskapliga artnamnet pacificoides kommer av pacificus och grekiska oides ("liknande"), av sankthelenalirans förmodade släktskap med kilstjärtslira (Puffinus pacificus)